# Ctenomys tuconax
Туко-туко кремезний (Ctenomys tuconax) — вид гризунів родини тукотукових, який зустрічається на північному заході Аргентини, у провінції Тукуман. Населяє вологі рівнини до 3000 м з досить компактними, суглинистими і багатими на гумус ґрунтами.

## Зовнішня морфологія
Довжина голови й тіла: 178,3 мм; хвіст: 76,7 мм; довжина задніх лап: 37,5 мм; вуха: 5 мм. Забарвлення каштанове уздовж хребта чорне, живіт жовтіший. Ноги тонко вкриті білуватою шерстю. Хвіст блідо-коричневий. 

## Генетика
Число хромосом 2n=61. 

## Загрози та охорона
Втрата місць проживання в зв'язку з розширенням сільськогосподарського виробництва є серйозною загрозою для цього виду. Щодо охоронних заходів немає ніякої інформації. Вид занесений до червоної книги Аргентини як вразливий.